# Selaya
Selaya is een gemeente in de Spaanse provincie Cantabrië in de regio Cantabrië met een oppervlakte van 39 km². Selaya telt 1.931 inwoners (1 januari 2016).

## Demografische ontwikkeling
Bron: INE; 1857-2011: volkstellingen